# Sideritis ajpetriana
Sideritis ajpetriana — вид квіткових рослин родини глухокропивових (Lamiaceae).

## Біоморфологічна характеристика
Напівкущик.

## Поширення
Ендемік Криму.